# Dipartimento del Rubicone
Il dipartimento del Rubicone fu un dipartimento della Repubblica Cispadana, della Repubblica Cisalpina, della Repubblica Italiana e infine del Regno d'Italia, dal 1797 al 1815.

## Storia
La provincia prendeva il nome dal fiume Rubicone e il suo primo capoluogo fu Rimini. Il dipartimento inizialmente non comprendeva Forlì, nonostante il fatto che, dal 18 aprile 1797 la città fosse sede dell'amministrazione delle tre ex Legazioni di Bologna, Ferrara e Romagna.
Creato con decreto del 27 luglio 1797, il dipartimento comprendeva i seguenti territori:
- La parte sud del precedente dipartimento del Savio, ovvero il Cesenate e il Riminese;
- Il Montefeltro;
- L'area di Pesaro.

Forlì fu assegnata in un primo tempo al dipartimento del Lamone con capoluogo Faenza.
Il 5 settembre 1798, in seguito alla riorganizzazione territoriale della Repubblica Cisalpina, il dipartimento del Rubicone inglobò i territori del dipartimento del Lamone. Fu annessa:
- Tutta la Romagna, dal torrente Sillaro a Forlì compresa, che fu eletta a nuovo capoluogo.[1]

Gli avvenimenti successivi furono:
- 1799: la Repubblica Cisalpina fu occupata dagli Austriaci. L'ordinamento amministrativo napoleonico venne soppresso (11 giugno). Ravenna è la principale sede amministrativa;
- 1800: vittoria di Marengo. Fu ricreata la Repubblica Cisalpina. Il dipartimento subì delle modifiche territoriali: non comprese più il Montefeltro, ritornato al papa nel 1801 dopo un periodo di occupazione austriaca;
- 1802: fu creata la Repubblica Italiana. Vennero stabilite le prefetture e le viceprefetture. Forlì, capoluogo del dipartimento, fu sede del prefetto. Pesaro fu restituita allo Stato della Chiesa come ringraziamento per il Concordato del 1801;
- 1810: parte del Montefeltro fu unita al dipartimento del Metauro;
- fine novembre 1813- marzo 1814: Napoleone perse la campagna di Russia. L'Austria ne approfittò invadendo l'Italia: occupò la Romagna, abolendo le prefetture e sostituendole con delegati di governo (in realtà uomini dell'esercito). Gli austriaci insediarono un organismo di governo a Bologna per i tre dipartimenti (Reno, Basso Po e Rubicone); anche il francese Gioacchino Murat, re di Napoli, mosse guerra alla Francia in alleanza alla Sesta coalizione. La Romagna venne divisa in due zone d'occupazione, napoletana ed austriaca; il Murat nominò un proprio prefetto a capo del Rubicone. Tale assetto fu di breve durata: il 17 marzo Napoleone, sconfitto dalla Sesta Coalizione, abdicò e fu esiliato all'isola d'Elba; successivamente Murat si ritirò a Napoli. Gli austriaci assunsero il controllo di tutta la regione e abolirono le prefetture;
- Durante i Cento giorni del ritorno napoleonico (20 marzo - 8 luglio 1815), il Murat mosse guerra all'Austria, occupò di nuovo la Romagna, nominando un nuovo prefetto al dipartimento del Rubicone. Rapidamente sconfitto, in Romagna ritornarono gli austriaci, che ripristinarono la situazione da essi creata nell'anno precedente;
- 1815: il 9 giugno, al Congresso di Vienna, le potenze europee (che avevano dichiarato "illegale" il ritorno di Napoleone) decisero la restituzione alla Santa Sede dei suoi possedimenti in Italia. Il 18 luglio tutta la Romagna fu riconsegnata allo Stato della Chiesa. Fu così ripristinato lo status quo ante.

## Distretti

### Legge 28 fiorile VI
1. Comune di Rimini
2. Distretto di Rimini
3. Comune di San Giovanni in Marignano
4. Distretto di Saludecchio
5. Distretto di Montefiore
6. Distretto di Monte Scudolo
7. Distretto di Macerata
8. Distretto di San Leo
9. Distretto di Penna
10. Distretto di Sant'Agata
11. Distretto di Verucchio
12. Distretto di Mercato Saraceno
13. Distretto di Longiano
14. Distretto di Soliano
15. Distretto di Teodorano
16. Distretto di Civitella
17. Comune di Bertinoro
18. Comune di Forlimpopoli
19. Comune di Cesena
20. Distretto di Cesena
21. Comune di Cesenatico
22. Comune di Cervia
23. Distretto di Gatteo
24. Comune di Savignano
25. Comune di Sant'Arcangelo
26. Comune di Pesaro
27. Distretto di là del Foglia (Sant'Angelo)
28. Distretto di qua del Foglia (Gradara)

### Legge 21 vendemmiale VII
1. Distretto di Brisighella
2. Distretto di Faenza
3. Distretto di Bagnacavallo
4. Distretto di Ravenna
5. Distretto di Forlì
6. Distretto di Meldola
7. Distretto di Bertinoro
8. Distretto di Cesena
9. Distretto di Mercato Saraceno
10. Distretto di Longiano
11. Distretto di San Leo Montefeltro
12. Distretto di Rimini
13. Distretto di Montescudolo
14. Distretto di Saludeccio
15. Distretto di Savignano
16. Distretto di Cervia
17. Distretto di Pesaro

### Legge 23 fiorile IX
Sei distretti:
1. Cesena
2. Forlì
3. Faenza
4. Ravenna
5. Rimini
6. Pesaro

### Decreto 8 giugno 1805
1. Forlì
  1. Cantone di Forlì
  2. Cantone di Meldola
2. Cesena
  1. Cantone di Cesena
  2. Cantone di Mercato Saraceno
  3. Cantone di Savignano
3. Rimini
  1. Cantone di Rimini
  2. Cantone di Sant'Arcangelo
  3. Cantone di Montescudolo
  4. Cantone di Saludecchio
  5. Cantone di Pian di Meleto
4. Ravenna
  1. Cantone di Ravenna
  2. Cantone di Cervia
5. Faenza
  1. Cantone di Faenza
  2. Cantone di Brisighella

## Prefetti
- Mag 1802 - Mag 1804        Bartolomeo Masi
- 9 Mag 1804 - 1805         Vincenzo Brunétti
- 9 Mag 1805 - 13 Ago 1806  Lorenzo Romagnoli
- 1 Nov 1806 - 12 Apr 1809  Giuseppe Pallavicini
- 21 Apr 1809 - 14 Dic 1811  Leopoldo Staurenghi
- 14 Dic 1811 - 26 Dic 1813  Alessandro Frosconi